# Саннес
Са́ннес (норв. Sandnes) — коммуна в губернии Ругаланн в Норвегии. Административный центр коммуны — город Саннес. Официальный язык коммуны — нейтральный. Население коммуны на 2016 год составляло 74 820 человек. Площадь коммуны Саннес — 304,54 км², код-идентификатор — 1102.

## История населения коммуны
Население коммуны за последние 60 лет.